# ラングラード島
ラングラード島 （Langlade）は、小ミクロン（Petite Miquelon）とも呼ばれる半島。グランド・ミクロン島とカップ島とともに、サンピエール島・ミクロン島のミクロン島を構成する。行政上は、ミクロン＝ラングラードの一部である。

## 由来
ラングラードという名前の由来は興味深い。一般的に信じられている、ガール県の同名のコミューンであるラングラードや、同名の騎士とは何の関係もない。ラングラードは、かつてカップ・ダングルテール（cap d'Angleterre、イングランド岬。1674年のドニ・ド・ロティスの地図に掲載）や、カップ・ド・ラングレ（Cap de Langlais、1694年にベルオルム記載）とされた地名に由来する。非常に古い地図には、テーラ・エングランド（Terra England、Velasco ou Simancasにより1610年、H. Briggsにより1625年、John Speedにより1628年）という名の島が掲載されている。

## 地理
ラングラードの面積は91km2であり、18世紀以降、砂の地峡によってグランド・ミクロン島に接続された。ラングラード島には定住人口がない。ランス・オー・グヴルヌールの周りに本質的に別荘が占めるたった1つの集落があるだけである。近年、2006年に亡くなるまでシャルル・ラフィット（サン＝ピエール島住民）が一人で暮らしていた。
群島唯一の河川、ベル・リヴィエール川は、南から北に流れている。
600を超える難破船が島々の海岸に散らばっており、そのいくつかが地峡の起源になったと考えられている。地元の民間伝承には、幽霊と失われた宝の話がたくさん伝わっている。

## 環境
18世紀半ば、島は既に住民によって、森林資源の過剰使用の状況にあり、森林の大部分が破壊されていた。フランス領植民地の森林の豊かさに関して、Revue des eaux et forêts誌はサンピエール島・ミクロン島の状況を、こう述べている。『彼らの状況と気候条件から、住民は林業の観点には平凡な関心しか示さない。サンピエールには、ねじれた、発育不良の樹木がほんの数本しか生えていない。ミクロンを構成する2つの島のうち小さなラングラード島には、数か所の森がある。モミの木の樹高は10mから12mである。カバノキも見られる。この島々は、自国の消費に必要な木材資源を提供するには程遠い。1865年、彼らは303,000フランの一般木材を輸入したのに対し、輸出による収入は120,000フランであった。』

## ギャラリー

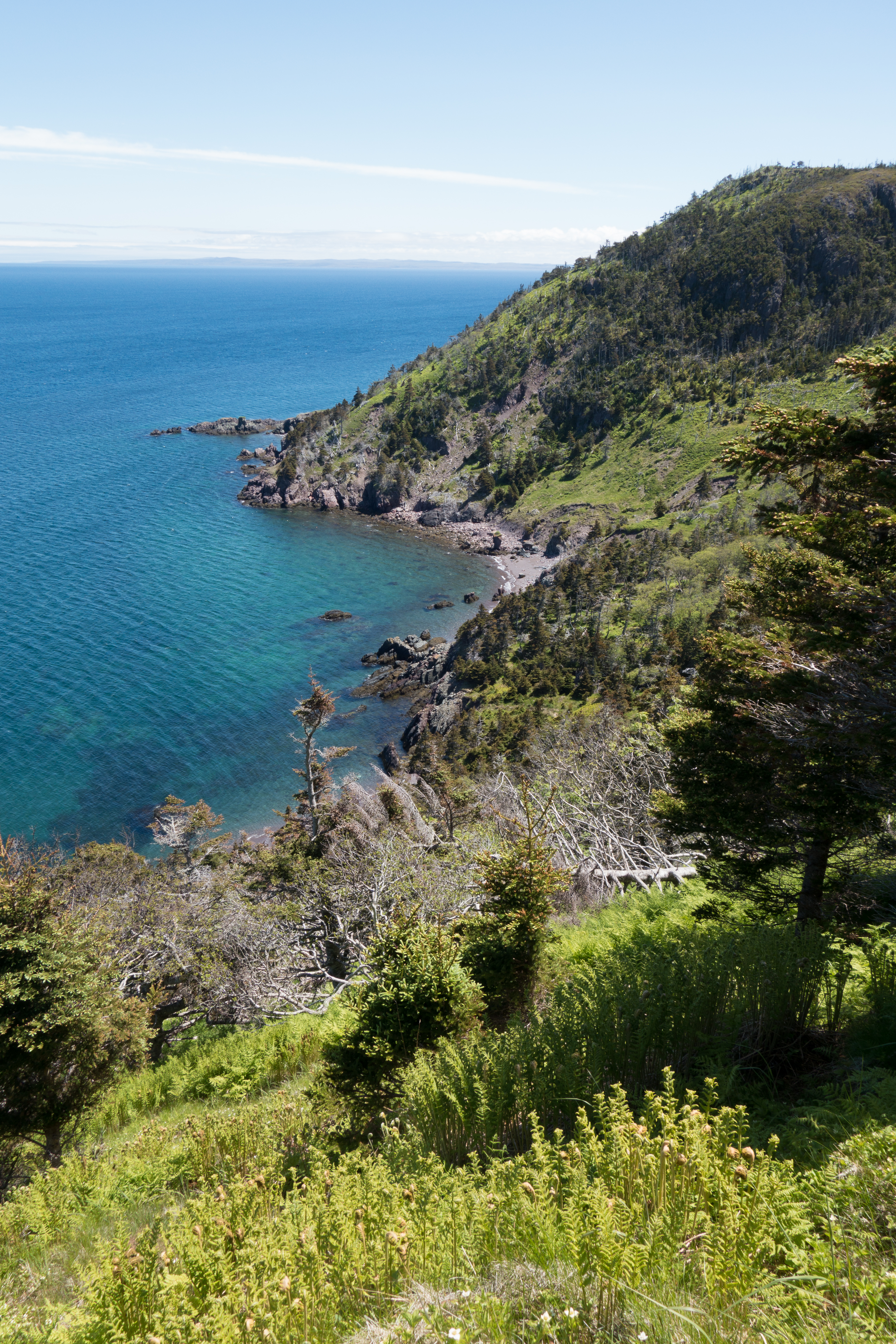
アンス・ア・ラ・ヴィエルジュの眺め
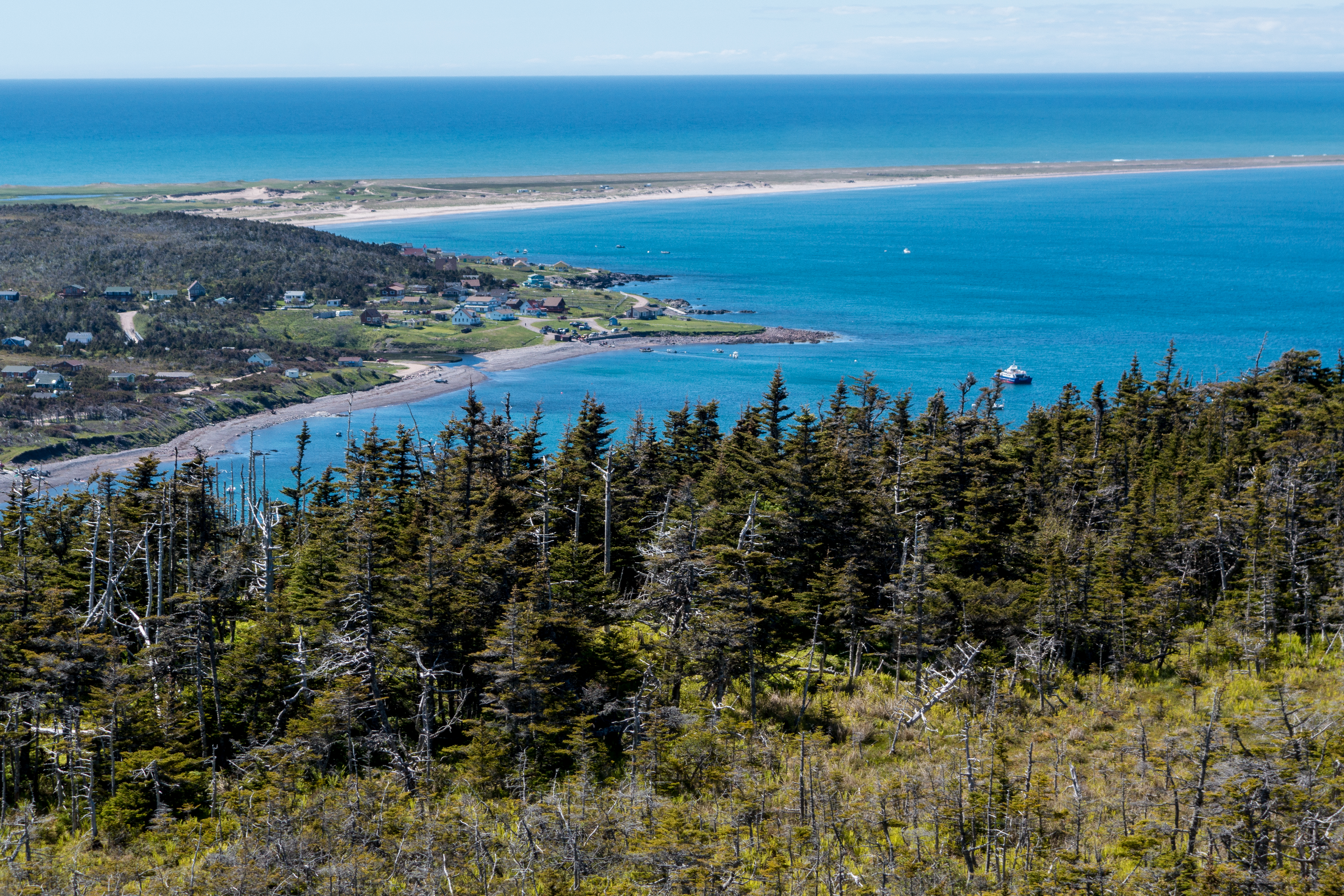
アンス・オー・グヴルヌール集落と地峡
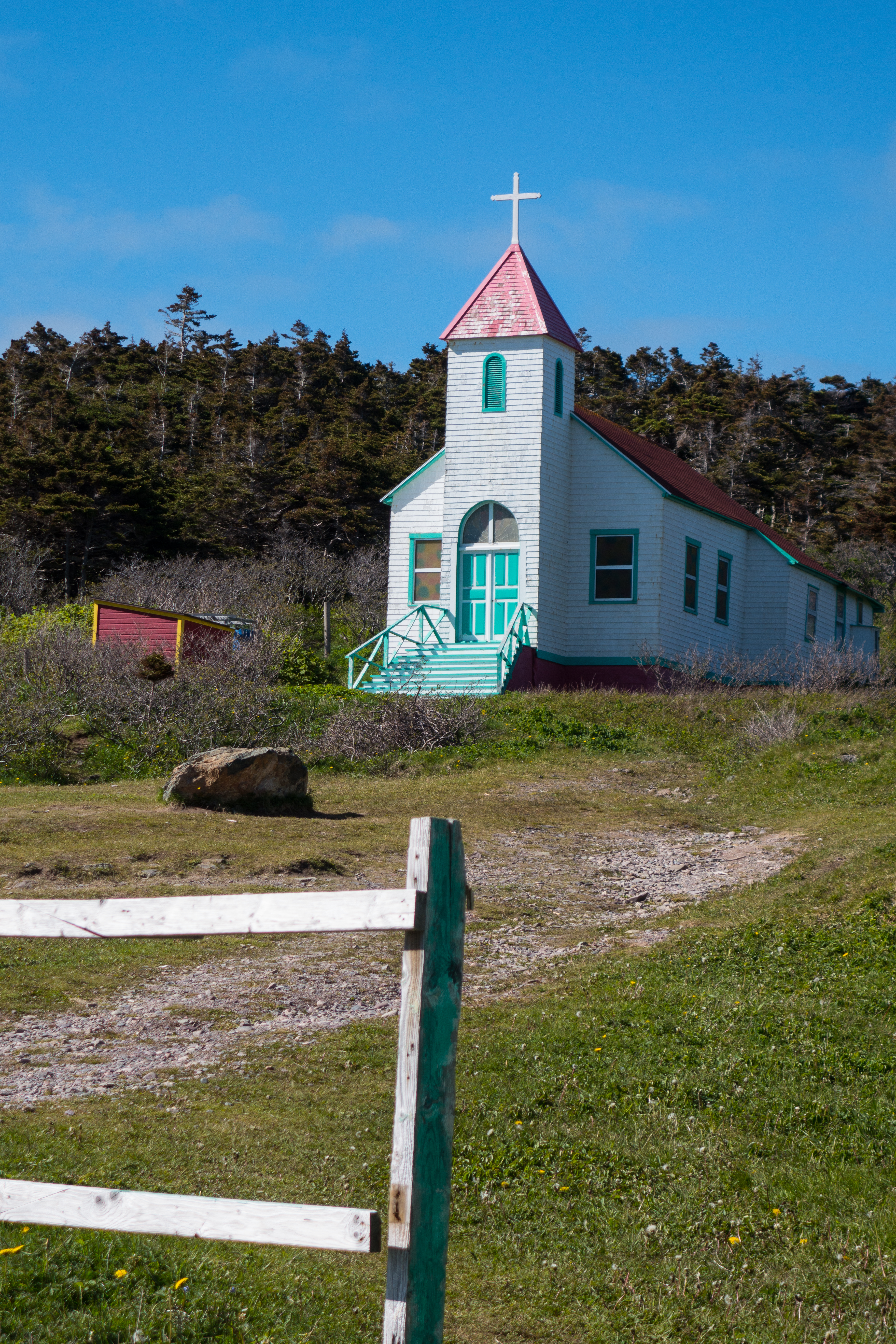
集落の教会
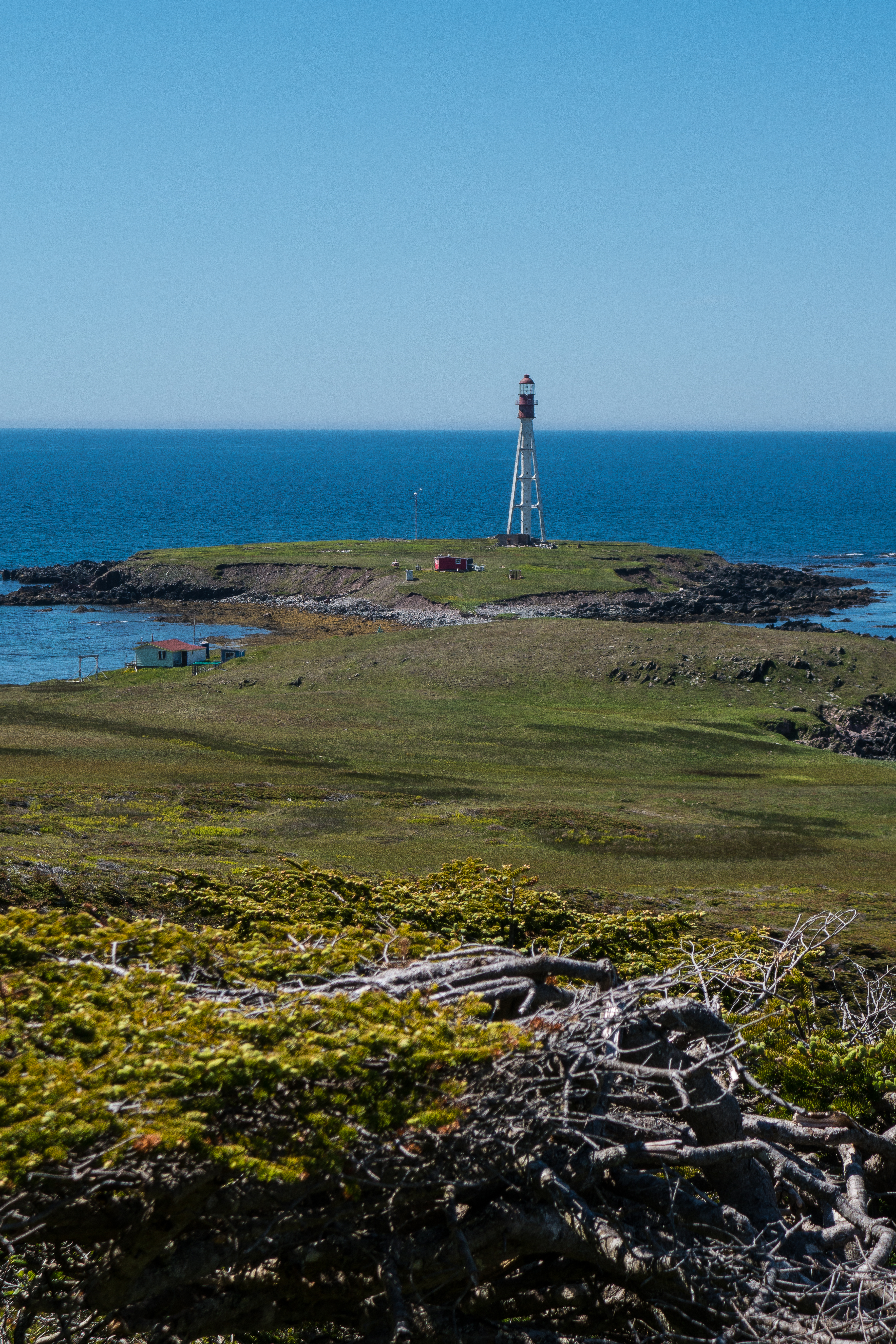
ラングラード南西部、ポワント・プラート灯台